# Spiniphora leleji
Spiniphora leleji är en tvåvingeart som beskrevs av Mikhailovskaya 1998. Spiniphora leleji ingår i släktet Spiniphora och familjen puckelflugor. Inga underarter finns listade i Catalogue of Life.